# قلعه هیمه‌جی

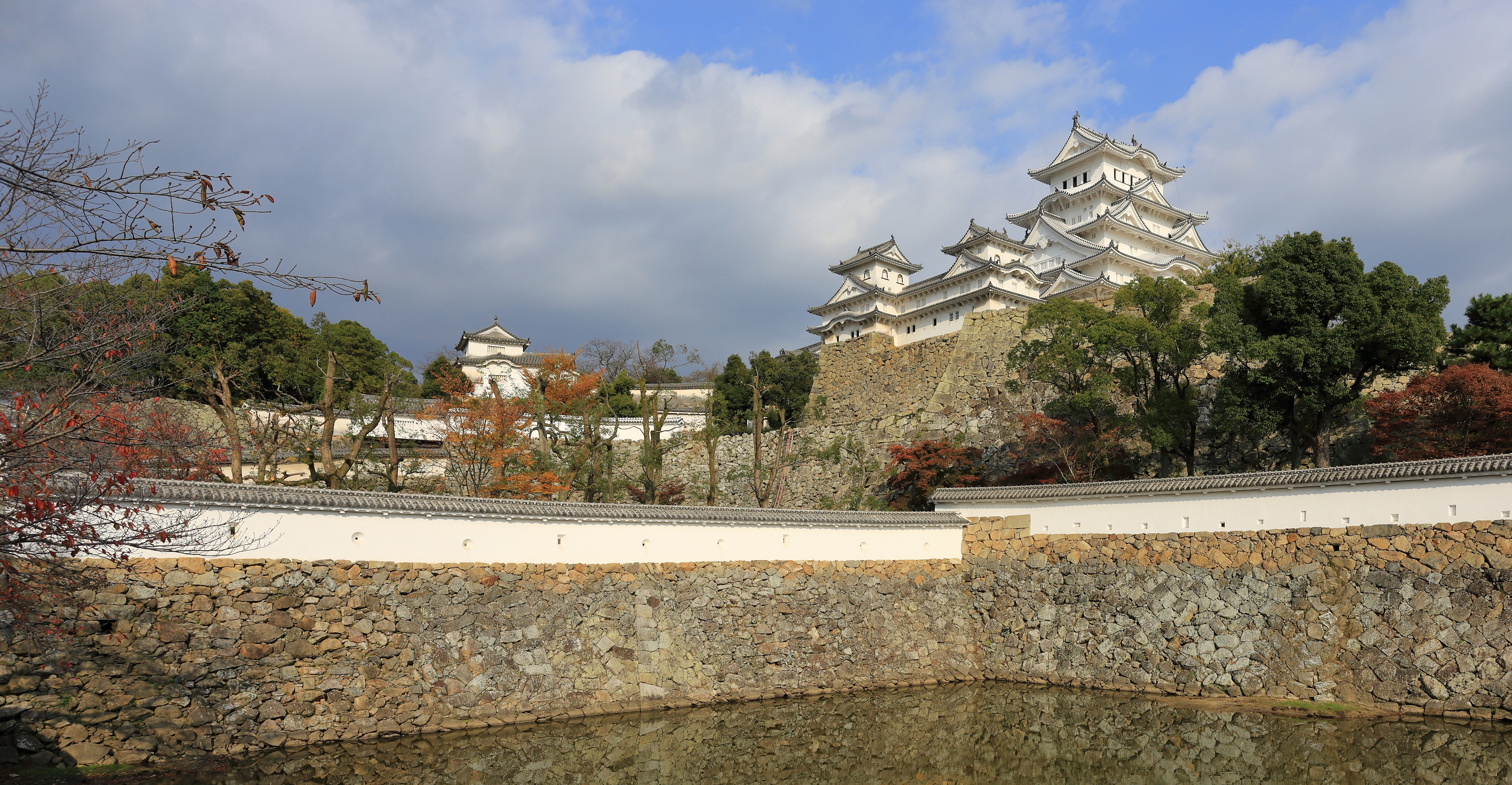
نگاره‌ای پهن از قلعه هیمه‌جی. این قصر یکی از کاخ‌های سلطنتی ژاپن بوده‌است و اکنون در فهرست میراث جهانی یونسکو قرار دارد.

قصر هیمه‌جی (به ژاپنی: 姫路城, Himeji-jo) یکی از کاخ‌های سلطنتی ژاپن در دوران چند دودمان سلطنتی آن کشور بوده‌است. قصر هیمجی در شهر هیمه‌جی، هیوگو در جنوب غربی جزیره هونشو قرار دارد. ساخت قلعه به سال ۱۳۳۳ میلادی می‌رسد هنگامی که آکیماتسو نوریمارو قلعه ای را بر فراز تپه هیمه‌یاما بنا کرد. این قلعه در سال ۱۵۸۱ توسط تویوتومی هیده‌یوشی به‌طور قابل توجهی بازسازی شد.
این کاخ اولین اثر ثبت شده در فهرست میراث جهانی یونسکو از کشور ژاپن است. قصر هیمه‌جی به همراه قصرهای ماتسوموتو و کوماموتو از سه قلعه بسیار مشهور کشور ژاپن و یکی از مراکز اصلی جلب گردشگر محسوب می‌شود.

## نگارخانه

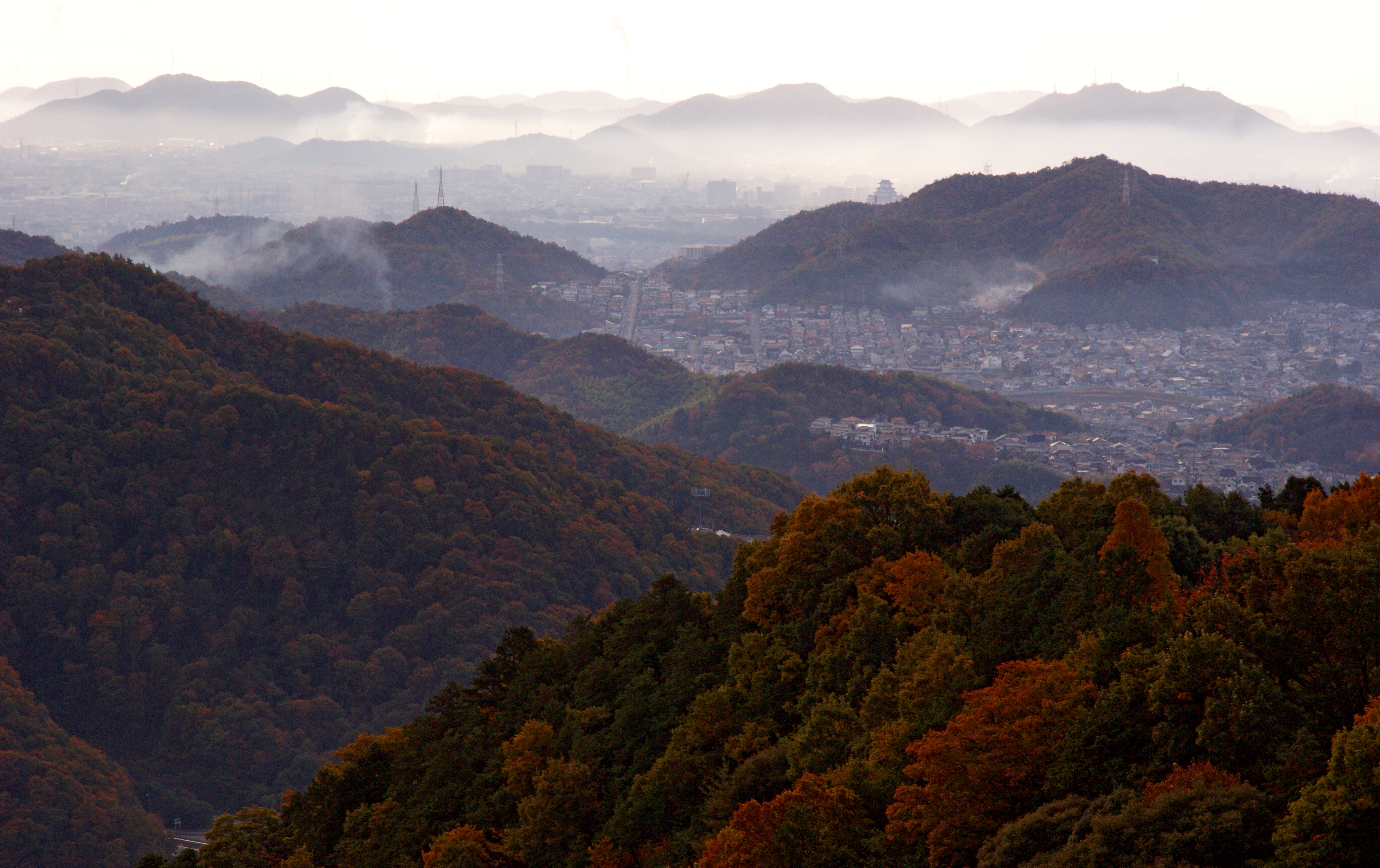
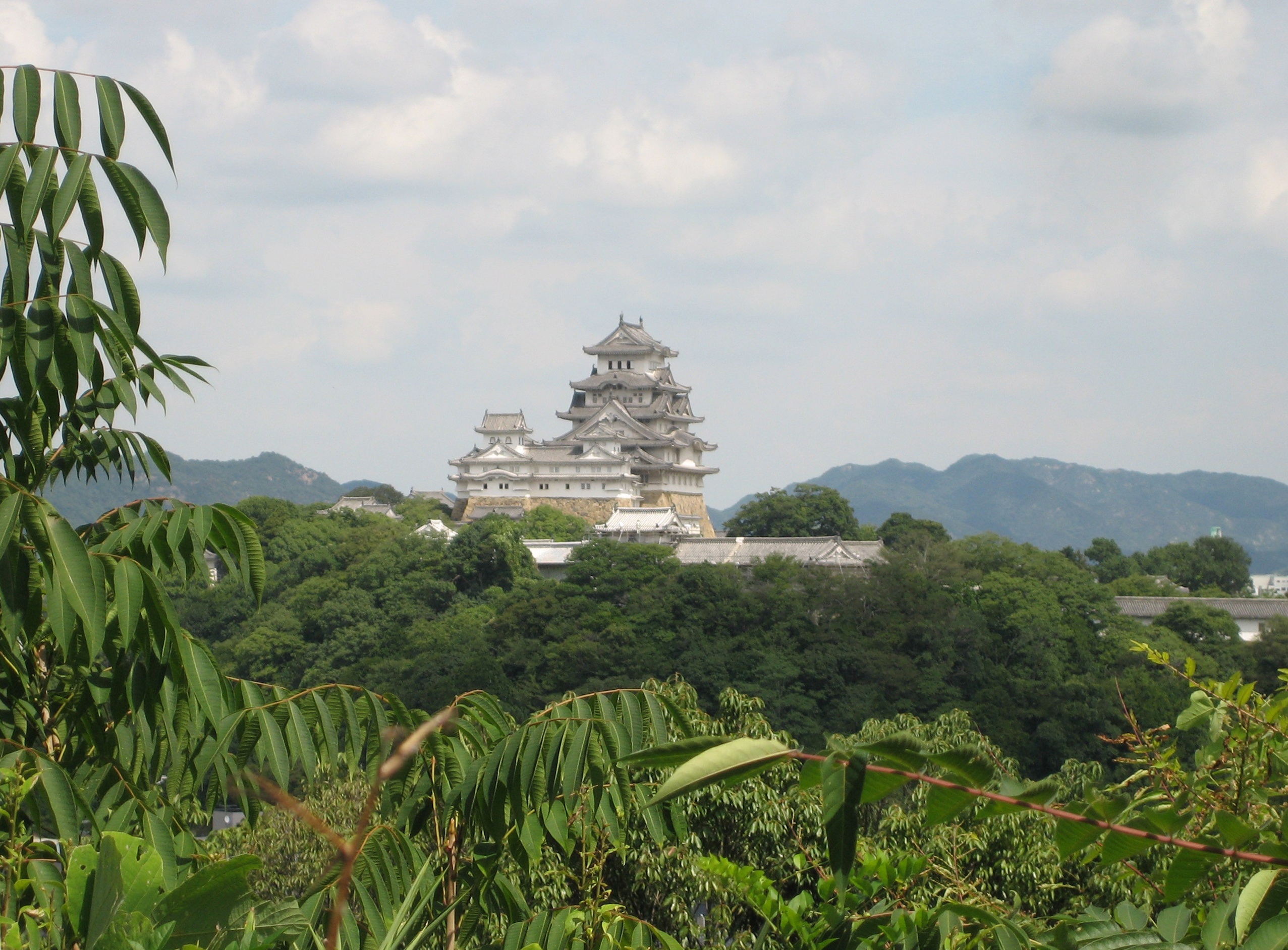
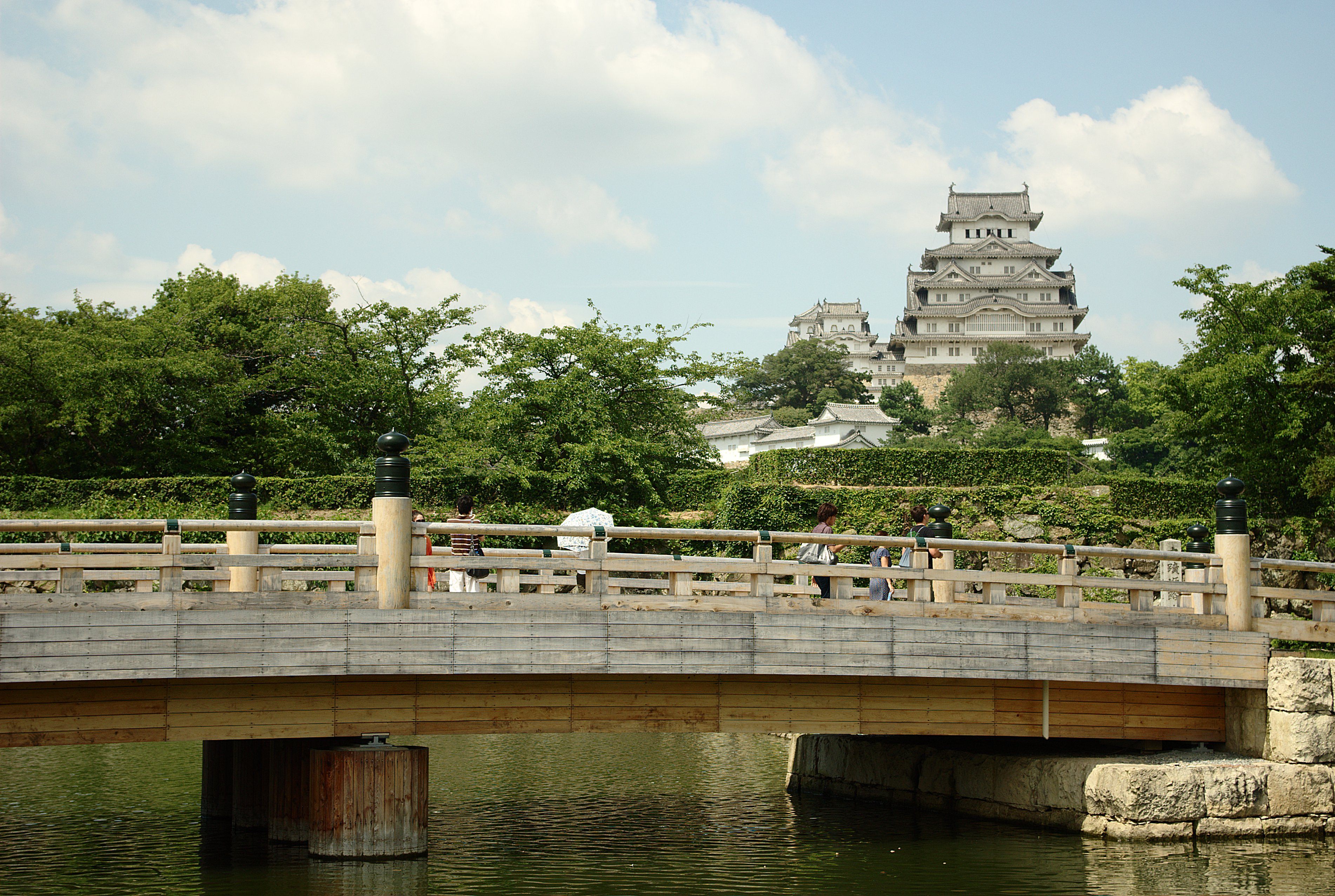
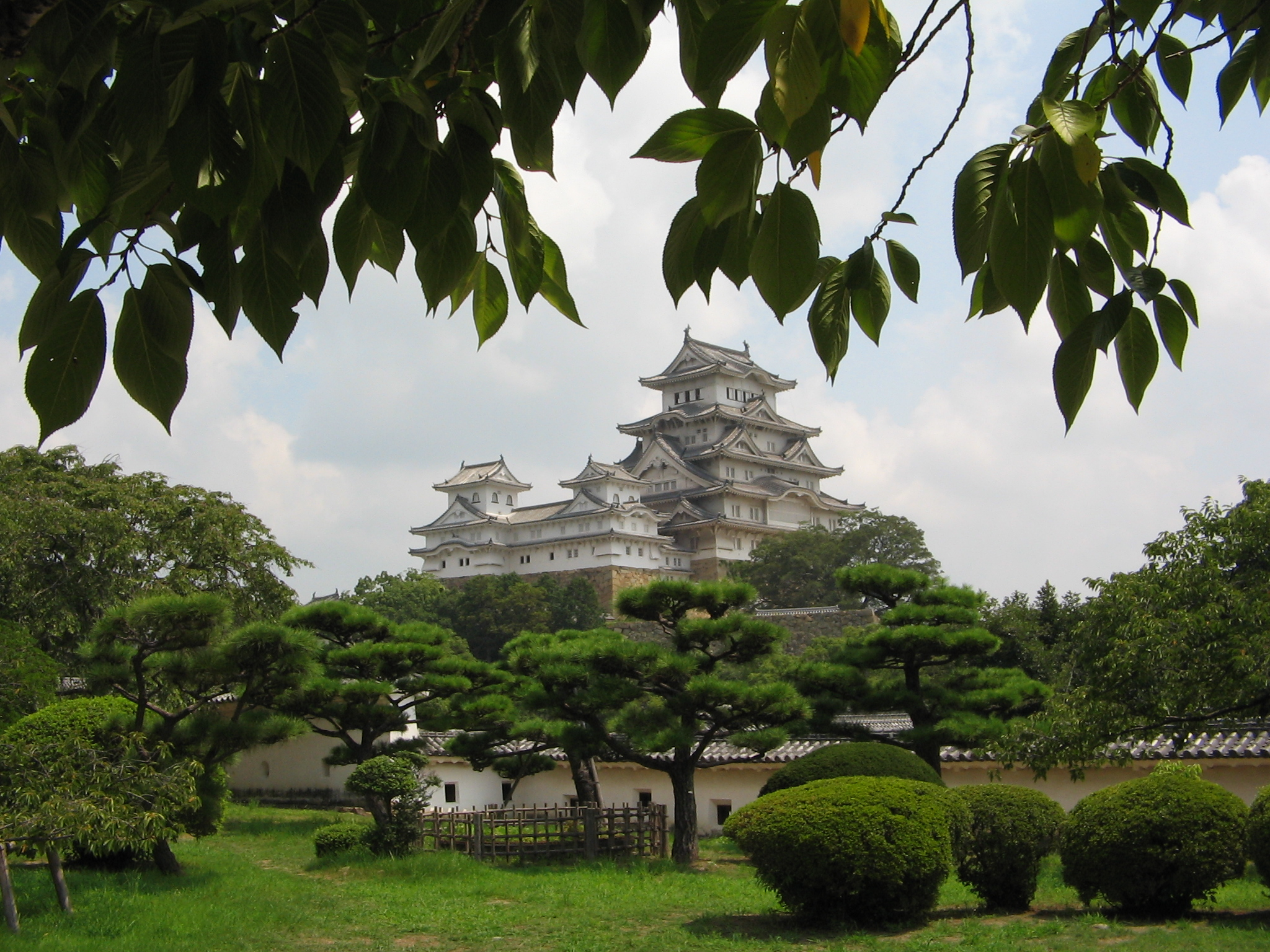
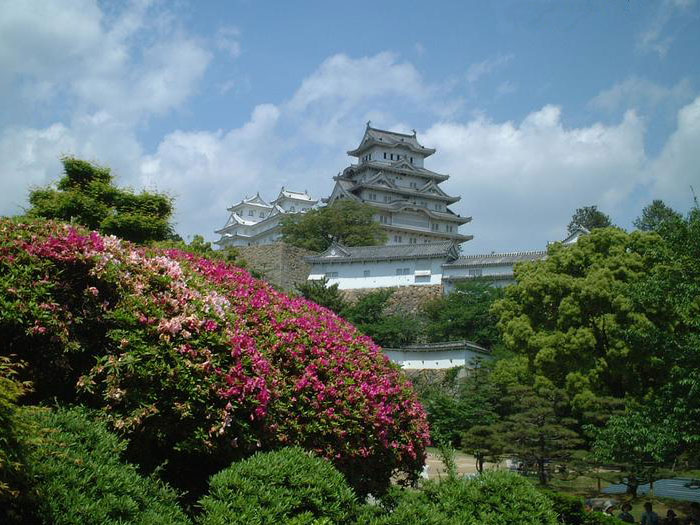
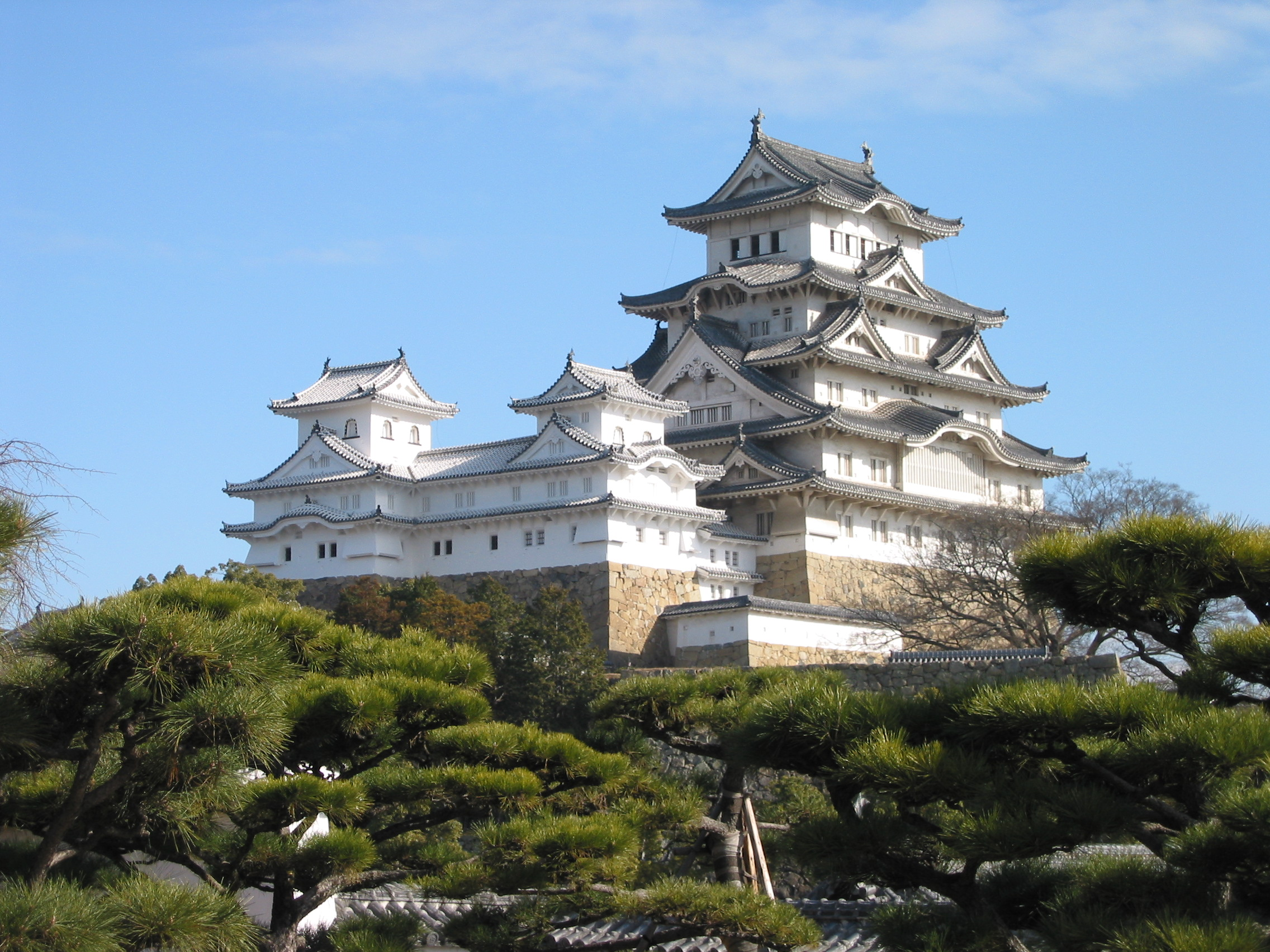